# Bandar Al-Ahbabi
Bandar Mohammed Mohammed Saeed Mahdi Al-Ahbabi, noto semplicemente come Bandar Al-Ahbabi (in arabo بندر الأحبابي‎?; Sharjah, 23 novembre 1994), è un calciatore emiratino, difensore dell'Al-Ain e della nazionale emiratina.

## Statistiche

### Cronologia presenze e reti in Nazionale
| Cronologia completa delle presenze e delle reti in nazionale ― Emirati Arabi Uniti | Cronologia completa delle presenze e delle reti in nazionale ― Emirati Arabi Uniti | Cronologia completa delle presenze e delle reti in nazionale ― Emirati Arabi Uniti | Cronologia completa delle presenze e delle reti in nazionale ― Emirati Arabi Uniti | Cronologia completa delle presenze e delle reti in nazionale ― Emirati Arabi Uniti | Cronologia completa delle presenze e delle reti in nazionale ― Emirati Arabi Uniti | Cronologia completa delle presenze e delle reti in nazionale ― Emirati Arabi Uniti | Cronologia completa delle presenze e delle reti in nazionale ― Emirati Arabi Uniti |
| Data                                                                               | Città                                                                              | In casa                                                                            | Risultato                                                                          | Ospiti                                                                             | Competizione                                                                       | Reti                                                                               | Note                                                                               |
| ---------------------------------------------------------------------------------- | ---------------------------------------------------------------------------------- | ---------------------------------------------------------------------------------- | ---------------------------------------------------------------------------------- | ---------------------------------------------------------------------------------- | ---------------------------------------------------------------------------------- | ---------------------------------------------------------------------------------- | ---------------------------------------------------------------------------------- |
| 05-01-2019                                                                         | Abu Dhabi                                                                          | Emirati Arabi Uniti                                                                | 1 – 1                                                                              | Bahrein                                                                            | Coppa d'Asia 2019 - 1º turno                                                       | -                                                                                  |                                                                                    |
| 10-01-2019                                                                         | Abu Dhabi                                                                          | India                                                                              | 0 – 2                                                                              | Emirati Arabi Uniti                                                                | Coppa d'Asia 2019 - 1º turno                                                       | -                                                                                  |                                                                                    |
| 14-01-2019                                                                         | al-'Ayn                                                                            | Emirati Arabi Uniti                                                                | 1 – 1                                                                              | Thailandia                                                                         | Coppa d'Asia 2019 - 1º turno                                                       | -                                                                                  | 46’                                                                                |
| 21-01-2019                                                                         | Abu Dhabi                                                                          | Emirati Arabi Uniti                                                                | 3 – 2 dts                                                                          | Kirghizistan                                                                       | Coppa d'Asia 2019 - Ottavi di finale                                               | -                                                                                  |                                                                                    |
| 25-01-2019                                                                         | al-'Ayn                                                                            | Emirati Arabi Uniti                                                                | 1 – 0                                                                              | Australia                                                                          | Coppa d'Asia 2019 - Quarti di finale                                               | -                                                                                  |                                                                                    |
| 29-01-2019                                                                         | Abu Dhabi                                                                          | Qatar                                                                              | 4 – 0                                                                              | Emirati Arabi Uniti                                                                | Coppa d'Asia 2019 - Semifinale                                                     | -                                                                                  |                                                                                    |
| 21-03-2019                                                                         | Abu Dhabi                                                                          | Arabia Saudita                                                                     | 1 – 2                                                                              | Emirati Arabi Uniti                                                                | Amichevole                                                                         | 1                                                                                  |                                                                                    |
| 14-11-2019                                                                         | Hanoi                                                                              | Vietnam                                                                            | 1 – 0                                                                              | Emirati Arabi Uniti                                                                | Qual. Mondiali 2022                                                                | -                                                                                  |                                                                                    |
| Totale                                                                             |                                                                                    | Presenze                                                                           | 8                                                                                  |                                                                                    | Reti                                                                               | 1                                                                                  |                                                                                    |

## Palmarès

### Club

#### Competizioni nazionali
- Campionato emiratino: 3

Al-Ain: 2011-2012, 2017-2018, 2021-22
- Coppa del Presidente: 1

Al-Ain: 2017-2018
- UAE Arabian Gulf Cup: 1

Al-Ain: 2021-2022

#### Competizioni internazionali
- AFC Champions League: 1

Al-Ain: 2023-2024